# 克伦民族党
克伦民族党（斯高克倫語：
、緬甸語：）是缅甸的一个政党，在2014年12月24日注册建立。克伦民族党的总部在缅甸仰光。在2015年缅甸议会选举中，它只参加了克伦邦的角逐。2012年，缅甸政府放宽政党命名规则后，该党的名称由当时政府批准的“克伦”改名“克伦民族党”。